# Willy Merkl
Willy Merkl (Kaltennordheim, 6 ottobre 1900 – Nanga Parbat, 16 luglio 1934) è stato un alpinista e ingegnere tedesco.

## Biografia
Merkl prestò servizio come soldato nella prima guerra mondiale. Dal 1920 al 1923 studiò ingegneria meccanica presso la Scuola tecnica superiore statale di Norimberga, dove dal semestre estivo del 1922 fu membro attivo della "confraternita Danubia" di Norimberga.  Merkl accettò un lavoro come ingegnere presso la Deutsche Reichsbahn nel deposito di Augusta, che dal 1929 lo portò all'officina riparazioni della Reichsbahn a Neuaubing vicino a Monaco.
Come alpinista, membro del Österreichischer Alpenklub, aprì circa 40 nuove vie di roccia nelle Alpi orientali e dal 1927 intraprese anche tour nelle Alpi occidentali compagno di scalata di Fritz Schmitt, Georg Mitterer, Fritz Bechtold e altri. Nel 1929 compì otto prime salite con Fritz Bechtold durante una traversata del Caucaso. Come guida della spedizione alpinistica tedesco-americana al Nanga Parbat del 1932, Merkl scoprì una via verso la vetta del Nanga Parbat, sulla quale voleva raggiungere la vetta con la "Spedizione tedesca al Nanga Parbat del 1934". Infatti la successiva spedizione tedesca nel giugno del 1934, sempre capeggiata da Willy Merkl, fu ben finanziata dal governo nazista. Il 6 luglio, gli scalatori tirolesi Peter Aschenbrenner ed Erwin Schneider raggiunsero un'altezza stimata di 7.895 m. Se gli alpinisti fossero partiti proprio in quel momento, sarebbero potuti arrivare in cima. Tuttavia, Merkl voleva che l'intera squadra arrivasse allo stesso tempo, così fece aspettare un giorno per far riposare il gruppo, credendo che il bel tempo sarebbe durato. Invece, il 7 luglio vide l'inizio di una tormenta di neve e di una tempesta che durò nove giorni. La spedizione si concluse in tragedia, con la morte di Alfred Drexel, probabilmente per un edema polmonare di alta quota. 14 alpinisti furono intrappolati a 7.480 m, senza acqua né cibo. Durante il ritiro disperato che seguì, due famosi alpinisti tedeschi, Uli Wieland e Willo Welzenbach, e cinque portatori sherpa morirono per esaurimento e ipotermia. Willy Merkl stesso e il suo fedele sherpa Gaylay morirono durante il tentativo di discesa. Il corpo congelato di Merkl e quello di Gaylay furono scoperti nel 1938 da un'altra spedizione tedesca che incappò nella grotta di neve in cui si erano rifugiati.
Nonostante avesse al suo fianco valenti alpinisti Merkl non seppe condurre con sufficiente professionalità la spedizione, non dimostrandosi un capo severo ma giusto. Spesso capriccioso, dette ordini che oggi possiamo giustificare solo per la scarsa conoscenza dell'ambiente himalaiano e delle reazioni del corpo umano a quelle condizioni.
Nel complesso però non vi fu protagonismo e, sebbene sia innegabile la valenza nazionalistica della spedizione (cosa che peraltro fu prerogativa di ogni altra nazione che si proponeva scalate himalaiane, prima e dopo), non vi furono pastoie burocratiche: l'elefantiaca spedizione pagò solo per l'inesperienza generale e la parziale inadeguatezza del capospedizione. Vi furono ritardi nell'assalto alla cima che fecero giungere i monsoni di inizio luglio proprio mentre Merkl, Welzenbach, Peter Aschenbrenner, Schneider e Wieland erano pronti a sferrare il decisivo attacco alla montagna.
Dopo diverse peripezie e quasi una settimana di violenta tempesta che tenne sotto scacco gli alpinisti, chiusi nelle loro tende a oltre 7000 metri di altezza con temperature interne prossime ai  30°, Welzenbach morì per polmonite nella notte fra il 12 ed il 13 luglio 1934 in quanto ritardò la discesa confidando in un miglioramento del tempo; solo dopo il suo decesso ebbero inizio i disperati tentativi di forzare la via verso i campi inferiori dove ancora si trovavano viveri e generi di conforto. Questo atteggiamento, quando forse avrebbe potuto già da prima tornare ai campi inferiori, è stato ricondotto alla presunta eccessiva fiducia nei propri mezzi e nella propria resistenza maturata, non ingiustificatamente, in anni di impegnative ascensioni,
I suoi appunti furono pubblicati nel 1936 dal fratellastro Karl Herrligkoffer con il titolo "A Path to Nanga Parbat".
Il resoconto di Fritz Bechtold sulla spedizione “Tedeschi sul Nanga Parbat. L'Attacco del 1934” dipinge Willy Merkl come una figura eroica che diventa centrale nel mito del Nanga Parbat come la “montagna tedesca del destino”. 
La sezione Friedberg del Club alpino tedesco gestisce la Willi-Merkl-Gedächtnis-Hütte a 1.550 m vicino a Grän e Musau nell'area delle Alpi dell'Algovia / Monti Tannheim adiacente alla Otto-Mayr-Hütte e alla Füssener Hütte. Il dipartimento di sport di montagna della società di ginnastica e sport Reichsbahn Neuaubing, guidato da Willy Merkl, ha costruito la casa di montagna Willy-Merkl sullo Spitzingsee. È stato inaugurato nel 1938 e ora è gestito come "Willy Merkl Haus".  A Flensburg , vicino alla stazione ferroviaria di Flensburg, gli è stato intitolato il Willi-Merkl-Platz , un campo da calcio del "VfB Nordmark Flensburg".

## Scritti
- Die Deutsch-Amerikanische Himalaja-Expedition 1932, in Zeitschrift des deutschen und österreichischen Alpenvereins, Innsbruck, 1933,  pp. 59-74.
- Aus meinem Bergsteigerleben. Hermann, Berlin 1934.
- Ein Weg zum Nanga Parbat. Leben, Vorträge und nachgelassene Schriften. 2. Ausgabe, hrsg. von Karl Herrligkoffer, Bergverlag Rother, München 1936.